# Hypericum olympicum
Hypericum olympicum is een plant uit de hertshooifamilie (Hypericaceae).
De plant heeft stengels die ongeveer op dezelfde plaats uit de grond oprijzen. Deze zijn groen en onderaan verhoutend. De stengel heeft blaadjes, die dicht bijeen staan en langwerpig zijn. De bloemen bezit twee duidelijke bracteolen.
De groene, vijftaliige kelk  is klein en weinig vergroeid, terwijl de vijf losstaande kroonbladen relatief groot en geel zijn. Er zijn vele, gele meeldraden met een zwarte helmknop. Het vruchtbeginsel is bovenstandig. De drie stijlen en stempels lijken op de meeldraden.
Het is een rijkbloeiende vaste plant die bloeit van juni tot in augustus. De plant wordt   circa 15 cm hoog. De soort groeit het beste op een goed doorlatende grond. De plant kan prima tegen droogte. Op schralere grond komt de groenblauwe bladkleur het beste tot zijn recht. Het is een goede plant voor de rotstuin of om in muurtjes te laten groeien.
... ·
H. androsaemum  (Mansbloed) · 
H. canadense (Canadees hertshooi) · 
H. elodes (Moerashertshooi) · 
H. hirsutum (Ruig hertshooi) · 
H. humifusum (Liggend hertshooi) · 
H. linariifolium (Lijnbladig hertshooi) · 
H. maculatum · 
H. maculatum subsp. maculatum (Gevlekt hertshooi) · 
H. maculatum subsp. obtusiusculum (Kantig hertshooi) · 
H. montanum (Berghertshooi) · 
H. olympicum · 
H. perforatum (Sint-janskruid) · 
H. pulchrum (Fraai hertshooi) · 
H. tetrapterum (Gevleugeld hertshooi) · 
...